# Angelo Colagrande
Angelo Colagrande (L'Aquila, 1884 – L'Aquila, 1965) è stato un avvocato e politico italiano, sindaco dell'Aquila tra il 1951 e il 1956.

## Biografia
Di professione avvocato, entrò in politica nel dopoguerra schierandosi tra le file del Partito Liberale Italiano con cui fu eletto sindaco dell'Aquila in seguito alle elezioni amministrative del 1951.
Durante il suo mandato, fu promotore e artefice — di concerto con il sovrintendente Valerio Cianfarani, con l'accademico Vincenzo Rivera e con gli studiosi Gaetano De Sanctis e Margherita Guarducci ― dell'istituzione del Museo nazionale d'Abruzzo dall'unione dei musei Civico e Diocesano. Il museo, collocato all'interno del Forte spagnolo fu inaugurato il 23 settembre 1951 alla presenza dell'allora presidente della Repubblica Italiana Luigi Einaudi.
Morì all'Aquila nel 1965 e, negli anni successivi, gli fu dedicata una via nel quartiere San Francesco. Ebbe un nipote omonimo (1939-2020), anch'egli stimato avvocato.